# Yekaterina Valkova
Yekaterina Valkova ou Ekaterina Valkova (russe : Екатерина Валькова), née le 17 mai 1991 à Labinsk, est une judokate russe.

## Titres en judo
2012
- médaille de bronze au Grand Slam Moscow

2014:
- médaille d'argent au Grand Slam Tyumen
- médaille de bronze au European Open Sofia

2015:
- médaille d'or au African Open Port-Louis
- médaille d'argent au European Open Minsk
- médaille de bronze au Grand Slam Tokyo

2016:
- médaille de bronze aux Championnats d'Europe
- médaille d'argent au Senior European Cup Bratislava
- médaille de bronze au Grand Prix Havana
- médaille de bronze au Grand Prix Dusseldorf
- médaille de bronze au European Championships Seniors Kazan

2017:
- médaille d'argent au Ekaterinburg Grand Slam
- médaille de bronze au Tashkent Grand Prix

2021:
- médaille de bronze au Kazan Grand Slam[1]